# Кучкина, Ольга Андреевна
О́льга Андре́евна Ку́чкина (в замужестве Павлова; 9 апреля 1936, Москва — 28 июня 2023, Москва) — российская поэтесса, прозаик, журналистка, драматург. Заслуженный работник культуры РСФСР. Член Союза журналистов СССР, Союза писателей СССР (1974) и Союза писателей Москвы. Член Русского ПЕН-центра (1996).

## Биография
Отец — Кучкин, Андрей Павлович (1888—1973) — советский партийный деятель, историк; мать — Кучкина Эсфирь Яковлевна (1900—1973), брат Владимир (род. 1933) — историк.
Окончила факультет журналистики МГУ в 1958 году. Обозреватель газеты «Комсомольская правда». Член жюри Независимой литературной премии «Дебют» (2003 и 2007). Член Академии (жюри) «Большая книга». Академик РАЕН. Действительный член Академии Российской прессы.
Как публицист печаталась в журналах «Огонёк», «Новое время», «Журналист», в «Литературной газете», «Новой газете», «Независимой газете», газете «Московские новости» и других.
На канале «Российские университеты» (позже — на телеканалах НТВ и «Дарьял ТВ») вела программу «Время „Ч“» (1995—2000), где её собеседниками были Олег Чухонцев, Белла Ахмадулина, Юнна Мориц, Фазиль Искандер, Евгений Светланов, Евгений Колобов, Леонид Филатов, Инна Чурикова, Анатолий Васильев, Отар Иоселиани, Алина Витухновская, Алексей Козлов, Григорий Явлинский, Егор Гайдар и другие.
Скончалась 28 июня 2023 года на 88-м году жизни после тяжёлой болезни. Похоронена 1 июля на Новодевичьем кладбище рядом с родителями (уч. 7, ряд 5, м. 22).

### Творчество
Автор более 25 книг:
- 1976 — «До свидания в апреле!» (путевые дневники, «Детская литература»),
- 1987 — «Белое лето» (сборник пьес, «Советский писатель»),
- 1988 — «Это я, любовь!» (сборник рассказов, «Московский рабочий»),
- 1991 — «Сообщающий сосуд» (стихи, «Книжная палата»),
- 1999 — «Итальянская бабочка» (стихи, «Арион»),
- 2002 — «Високосный век» (стихи, «Слово»),
- 2012 — «Численник» (стихи, «Время»),
- 1998 — «Любимые лица России» (двухтомник жизнеописаний русских писателей, «Самовар»),
- 1999 — «Обман веществ» (роман, «Воскресенье»),
- 2001 — «Время „Ч“» (книга интервью, «Вагриус»),
- 2003 — «Другие голоса» (романы и записки, ЭКСМО),
- 2005 — «Философ и девка» (пять маленьких романов о любви, «Евразия»),
- 2005 — «Вот ангел пролетел» (маленький роман, «Время»),
- 2006 — «Этаж, или И сомкнулись воды» (роман, «Время»),
- 2006 — «Власть и пресса в России. Взгляд изнутри» (цикл лекций, ИЖЛТ),
- 2009 — «Русский вагон» (роман, журнал «Континент», № 144),
- 2010 — «В башне из лобной кости» (роман, «Время»),
- 2010 — «Косой дождь, или Передислокация пигалицы» (автобиографическая проза, «РИПОЛ-классик»),
- 2011 — «Мальчики+девочки=» (повесть и рассказы, «Время»),
- 2011 — «Зинаида Райх. Рок» (роман-биография, «Искусство-XXI век»),
- 2013 — «Ты где?» (роман, «Время»)
- и др.

В 1973—1986 годах — член Арбузовской студии молодых драматургов. Спектакль «Белое лето» шёл на сцене театра имени Ермоловой, «Страсти по Варваре» — на сцене театра-студии Олега Табакова и в университетском театре Сент-Луиса (США), «Иосиф и Надежда, или Кремлёвский театр» — на сценах Англии, Франции, Финляндии, Швеции, Японии. В театре имени Гоголя несколько последних сезонов игрались пьесы «Мур, сын Цветаевой» и «Мистраль».
Пьесы, стихи и проза публиковались в журналах «Театр», «Современная драматургия», «Новый мир», «Октябрь», «Знамя», «Дружба народов», «Нева», «Континент», «Арион».

### Взгляды
В октябре 2008 года подписала открытое письмо-обращение в защиту и поддержку освобождения юриста нефтяной компании ЮКОС Светланы Бахминой.
В марте 2014 года вместе с рядом других деятелей науки и культуры выразила своё несогласие с политикой российской власти в Крыму.

## Награды
- Отмечена рядом премий[каких?].

## Семья
Дочь историка А. П. Кучкина (1888—1973), сестра историка В. А. Кучкина (род. 1933).
Муж — писатель Валерий Николаев